# بیورن تیدمند
بیورن تیدمند (به انگلیسی: Bjørn Tidmand) (زاده ۲۴ ژانویه ۱۹۴۰) خواننده دانمارکی است.
او نماینده دانمارک در یوروویژن ۱۹۶۴ بود.